# Сейсмічність Японії
Японія — острівна держава в Східній Азії з вкрай високою сейсмічною активністю. Сейсмічність Японського архіпелагу пов’язана з активністю сейсмофокальних зон, що виходять на поверхню дна в Курило-Камчатському, Японському, Нанкай та Ідэу-Бонінському жолобах. В даній місцевості також спостерігається висока вулканічна активність. 

## Загальна характеристика
Всього в Японії нараховується приблизно 200 вулканів, з них близько 40 — діючі. Японські острови — важлива ланка Тихоокеанського сейсмічного поясу, на який загалом припадає 80 % землетрусів світу, а на Японію — 36 % землетрусів поясу, тобто майже 29 % землетрусів світу. Ще одна зона з максимальною магнітудою землетрусів < 8 прилягає до краю шельфу Японського моря і зумовлена поступово виникаючим поворотом Японії: зануренням її східного узбережжя і підйомом західного.
Всі острови, на яких розташована Японія, розбиті на блоки складною системою активних розломів, де виникають численні помірні і слабкі землетруси. Так, в префектурі Наґано, в 1965–1970 щодня виникало до 600 поштовхів.

## Новітні дослідження причин землетрусів
За результатами наукового дослідження Університету Мемфіса (англ. — University of Memphis), результати якого були опубліковані 20 листопада 2023 року в Journal of Geophysical Research: Solid Earth цілком можливо, що можливою причиною кількох землетрусів в Японії за останні 40 років став древній підводний вулкан, який розташований на субдукуючій тектонічній плиті біля узбережжя Японії. Згаслий підводний вулкан Мінамі Касуга 2, відомий як підводна гора Даїчі-Касіма (англ. — Daiichi-Kashima Seamount), знаходиться на тихоокеанській тектонічній плиті приблизно за 40 км від східного узбережжя Японії. Там перетинаються три тектонічні плити — з Тихоокеанською плитою на сході та Філіппінською на півдні. Обидві ковзають під Охотською плитою на півночі. Більшість сейсмічної активності навколо підводної гори проявляється у вигляді невеликих поштовхів. Відповідно сталося декілька землетрусів із магнітудою від 7 до 7,8 балів, які вчені не змогли пояснити — у 1982 (7 балів), 2008 (7 балів) та 2011 (7,8 балів) роках. Сейсмічна інформація, зібрана на дні океану поблизу Японії, вказує на те, що підводні гори стикаються з величезним опором, коли вони рухаються субдукіціонною плитою і іноді застряють. На її передньому краї накопичується напруга. Область навколо підводної гори блокується і зупиняється, тоді як решта плити, що субдуктується, продовжує спускатися в мантію Землі. На краю підводної гори накопичується напруга, і через деякий час вона поширюється та мігрує всередину. Накопичена напруга не може накопичуватися нескінченно, і, зрештою, вивільняється, коли підводна гора раптово «відокремлюється» від «плити-господарки» і рухається вперед. «Переносна» плита переміщається у протилежному напрямку, що і призводить до нового виду землетрусу, який вчені назвали «застряючим».

## Землетруси у минулі століття
Найпотужніші землетруси в Японії повторюються з періодичністю від 10 до 30 років. Максимальна магнітуда землетрусів — понад 8 балів. Як правило, вони викликають цунамі, з підйомом води на узбережжі до 10–20 м. Такі події в різних місцях Тихоокеанського узбережжя Японії траплялися у 684, 869, 887, 1096, 1099, 1351, 1498, 1611, 1703, 1707, 1854 (двічі), 1896, 1933, 1944, 1946 і 1952 роках. 
1 вересня 1923 року, о 11:58:32 — Великий кантоський землетрус у 7,9 балів за шкалою Ріхтера з епіцентром у затоці Сагамі, південніше міста Токіо. В результаті землетрусу міста Токіо та Йокогама — були повністю зруйновані.

## Землетруси XXI століття

### 2011
11 березня, о 14:46:23 — Великий тохокуцький землетрус. Дуже сильний руйнівний землетрус магнітудою 8,9-9,1 балів (за шкалою Ріхтера). Постраждав Сендай і тихоокеанське узбережжя Японії. Землетрус спровокував цунамі. Загинуло до 20 000 осіб, понад 6 000 отримали поранення, було зруйновано понад 330 000 будівель. Збитки від стихії оцінювалися у $300 млрд.

### 2017
20 вересня, о 19:37:17 (за київським часом), поблизу східного узбережжя Японії стався сильно помірний (за шкалою інтенсивності МSK-64) землетрус магнітудою 6,1 балів (за шкалою Ріхтера). За повідомленням Головного центру спеціального контролю ДКАУ джерело землетрусу знаходилося в Тихому океані, за 280 км на схід від острова Хонсю.

### 2021
7 жовтня, о 22:41 (за місцевим часом), в Японії стався сильно сильно помірний (за шкалою інтенсивності МSK-64) землетрус магнітудою 5,9 балів (за шкалою Ріхтера). За повідомлення японського інформаційного агентства Kyodo News, землетрус в районі столиці Японії міста Токіо, став найсильнішим за останнє десятиріччя. Внаслідок землетрусу постраждали щонайменше 32 людини.

### 2023
26 лютого на острові Хоккайдо стався сильно помірний (за шкалою інтенсивності МSK-64) землетрус магнітудою 6,1 балів (за шкалою Ріхтера). Гіпоцентр землетрусу залягав на глибині 60 км поблизу узбережжя Хоккайдо. Відповідно до японської 7-бальної шкали у двох містах, Немуро та Шібецу, сили поштовхів становили нижче 5 балів.
27 квітня, поблизу японського узбережжя на півдні країни стався помірний (за шкалою інтенсивності МSK-64) землетрус магнітудою 5,3 балів (за шкалою Ріхтера). За даними Геологічної служби США (USGS), епіцентр землетрусу зафіксований за 75 км від міста Гіноза (о 10.43 за київським часом). Гіпоцентр землетрусу залягав залягав на глибині 10 км.
5 травня, в районі м. Судзу, префектури Ісікава, в центральній частині острову Хонсю стався сильно помірний (за шкалою інтенсивності МSK-64) землетрус магнітудою 6,5 балів (за шкалою Ріхтера). Згідно повідомлення Японського метеорологічного агентства, гіпоцентр землетрусу залягав на глибині 12 км. Повідомляється про загибель літнього чоловіка, поранення понад 20 людей та руйнування кількох будівель і зсуви ґрунту. Згодом у регіоні сталися ще два землетруси магнітудою 5,8 і 5,5 балів (за шкалою Ріхтера).
11 травня, в районі столиці Японії м. Токіо і прилеглій місцевості стався помірний (за шкалою інтенсивності МSK-64) землетрус магнітудою 5,4 балів (за шкалою Ріхтера) з епіцентром в префектурі Чіба, на південний схід від Токіо. В результаті землетрусу чотири людини постраждали, було зареєстровано незначні руйнування, попередження про цунамі — не оголошувалося.
22 травня, поблизу східного узбережжя Японії стався помірний (за шкалою інтенсивності МSK-64) землетрус з магнітудою 5,3 балів (за шкалою Ріхтера). Епіцентр стихійного лиха був виявлений о 10.42 годині (за київським часом) на глибині 10 км у водах навколо Ніідзіми та Козусіми. Попередження про цунамі офіційно не оголошувалося, інформація про постраждалих і загиблих — не надходила.
26 травня, сильно помірний (за шкалою інтенсивності МSK-64) землетрус магнітудою 6,2 балів (за шкалою Ріхтера) сколихнув столицю м. Токіо та прилеглі райони східної Японії. Повідомлялося також про сильні поштовхи в префектурах Ібаракі та Чіба. Осередок землетрусу знаходився на глибині приблизно 50 км від східного узбережжя Тіби. Зазначалося, що попередження про цунамі офіційно не оголошувалося. Інформації про постраждалих або серйозні руйнування — не надходило. Проте, компанія East Japan Railway Co. (JR East) заявила, що призупиняє рух деяких поїздів у префектурі Чіба.
11 червня, близько 7 години вечора (за місцевим часом), північний схід Японії сколихнув сильно помірний (за шкалою інтенсивності МSK-64) землетрус магнітудою 6,2 балів (за шкалою Ріхтера). Підземні поштовхи були зафіксовані на глибині 140 км у водах біля містечка Уракави на півдні Хоккайдо. Через землетрус на деяких станціях метрополітену рух було призупинено, або змінено. Оператори місцевих атомних електростанцій та об′єктів ядерного паливного циклу, зазначили, що жодних аномалій в даних районах — не виявлено. За інформацією поліції — повідомлень про постраждалих внаслідок землетрусу не надходило.
5 жовтня, за повідомленням інформаційного агентства Kyodo News, в районі японських островів Ідзу стався сильно помірний (за шкалою інтенсивності МSK-64) землетрус магнітудою 6,5 балів (за шкалою Ріхтера). Зазначається, що підземні поштовхи зафіксували поблизу безлюдного острова Торісіми приблизно за 580 км на південь від Токіо, на глибині 17 км. Метеорологічне агентство Японії видало попередження про цунамі для групи островів Ідзу. Очікувалося, що хвилі досягнуть одного метра, однак острова Хатідзьо досягли хвилі заввишки тільки 30 см.
20 листопада, о 06:01 (за місцевим часом), в японській префектурі Аоморі було зафіксовано помірний (за шкалою інтенсивності МSK-64) землетрус магнітудою 5,8 балів (за шкалою Ріхтера). За даними Японського метеорологічного агентства (JMA), землетрус стався на глибині 50 км. Загрози виникнення цунамі не було. Місцева пожежна служба повідомила, що двоє підлітків постраждали від розбитого скла.
26 листопада, о 09:39 (за місцевим часом), на південний схід від японського міста Кацуура було зафіксовано помірний (за шкалою інтенсивності МSK-64) землетрус магнітудою 5,2 балів (за шкалою Ріхтера). За даними Геологічної служби США (USGS), підземні поштовхи було зафіксовано на глибині 110 км.

### 2024
1 січня, в префектурі Ісікава стався сильний (за шкалою інтенсивності МSK-64) землетрус магнітудою 7,5-7,6 балів (за шкалою Ріхтера). Епіцентр землетрусу знаходився в містечку Ното. Національна метеослужба країни попередила про загрозу цунамі заввишки від 3 до 5 м у префектурах Ісікава, Ямагата, Ніїґата, Тояма, Фукуї та Хіого. Відлуння землетрусу відчувалися і в столиці м. Токіо, тобто за 500 км від епіцентру. За даними Японського метеорологічного агентства, з моменту першого землетрусу в понеділок було зафіксовано близько 500 підземних поштовхів. Станом на 17 січня 2024 року, за повідомленням інформаційного агентства Kyodo News, кількість загиблих внаслідок землетрусу сягнула 232 осіб, групи рятувальників ведуть пошук ще 21 осіб, які досі вважаються зниклими безвісти. Також, 7 січня 2024 року, японська компанія Hokuriku Electric заявила, що на атомній електростанції Shika, яка розташована за 65 км від епіцентру землетрусу в японській префектурі Ісікава, після нещодавнього потужного землетрусу, який стався 1 січня, помічено витікання ізоляційного мастила трансформатора реактора № 2.
9 січня, поблизу узбережжя західної частини острова Хонсю було зареєстровано сильно помірний (за шкалою інтенсивності МSK-64) землетрус магнітудою 6,0 балів (за шкалою Ріхтера). За повідомленням Головного центру спеціального контролю ДКАУ підземні поштовхи було зафіксовано на глибині 16 км.
14 березня, на сході Японії стався помірний (за шкалою інтенсивності МSK-64) землетрус магнітудою 5,8 балів (за шкалою Ріхтера). За повідомленням Японського метеорологічного агентства, епіцентр землетрусу знаходився біля узбережжя префектури Фукусіма, де були зафіксовані сильні підземні поштовхи.
21 березня, близько 09:00 (за місцевим часом), поблизу столиці Японії м. Токіо стався помірний (за шкалою інтенсивності МSK-64) землетрус магнітудою 5,3 балів (за шкалою Ріхтера). За повідомленням інформаційного агентства Kyodo News, епіцентр землетрусу знаходився у південній префектурі Ібаракі на сході Японії. Поштовхи були зафіксовані на глибині приблизно 46 км.
4 квітня, невдовзі після опівночі, на північному сході Японії стався сильно помірний (за шкалою інтенсивності МSK-64) землетрус землетрус магнітудою 6,0 балів (за шкалою Ріхтера). За повідомленням інформаційного агентства Kyodo News, епіцентр землетрусу розташовувався біля узбережжя префектури Фукусіма на глибині приблизно 40 км під землею. За даними Японського метеорологічного агентства, потужні поштовхи відчули мешканці префектури Івате, Міягі та Фукусіма, а також вони були відчутні в столиці країни Токіо.
8 квітня, о 10:25 (за місцевим часом), у префектурі Міядзакі та інших районах на південному заході Японії стався помірний (за шкалою інтенсивності МSK-64) землетрус магнітудою 5,1 балів (за шкалою Ріхтера). За повідомленням інформаційного агентства Kyodo News, епіцентр землетрусу знаходився біля східного узбережжя півострова Осумі на південно-західному головному острові Кюсю, з гіпоцентром, що залягав на глибині 39 км під землею.
12 квітня, о 18:00 (за місцевим часом), поблизу японського острова Амамі Осіма в префектурі Кагосімі стався помірний (за шкалою інтенсивності МSK-64) землетрус магнітудою 4,9 балів (за шкалою Ріхтера). За повідомленням джерела Volcano Discovery, гіпоцентр землетрусу залягав на глибині 56 км під землею.
17 квітня, о 23:14 (за місцевим часом), в префектурах Ехіме і Коті, що на заході Японії, стався сильно помірний (за шкалою інтенсивності МSK-64) землетрус магнітудою 6,4 балів (за шкалою Ріхтера). За повідомленням інформаційного агентства Kyodo News, епіцентр стихійного лиха знаходився у протоці, що розділяє острови Кюсю та Сікоку на глибині близько 50 км. В той же час, Головний центр спеціального контролю ДКАУ повідомив, що землетрус з острову Сікоку мав магнітуду 6,1 балів (за шкалою Ріхтера) та стався на глибині 21 км.
21 травня в районі японських островів Огасавара, розташованих за 1,2 тис. км на південь від Токіо стався сильно помірний (за шкалою інтенсивності МSK-64) землетрус магнітудою 6,0 балів (за шкалою Ріхтера). За повідомленням Національного метеорологічного агентства Японії, епіцентр підземних поштовхів перебував у Тихому океані поряд з островом Тітідзіма. Гіпоцентр землетрусу залягав на глибині приблизно 50 км під океанським дном. Загроза цунамі не оголошувалась.
3 червня на півострові Ното, в префектурі Ісікава у центральній частині острова Хонсю (Японія), стався сильно помірний (за шкалою інтенсивності МSK-64) землетрус магнітудою 6,0 балів (за шкалою Ріхтера). За даними метеорологічного агентства Японії, поштовхи сталися на глибині близько 10 км під землею у містах Вадзіма та Судзу. Загрози виникнення цунамі не виникало. Того ж дня, о 06:40 (за місцевим часом), у районі Ното стався ще один сильно відчутний (за шкалою інтенсивності МSK-64) землетрус магнітудою 4,8 балів. В місті Судзу потужність поштовхів була на рівні 4,0 балів. Попередження про загрозу виникнення цунамі оголошено не було, однак були зафіксовані незначні зміни рівня моря поблизу деяких окремих міст, включаючи Судзу.
8 серпня біля південно-західного узбережжя Японії стався сильний (за шкалою інтенсивності МSK-64) землетрус магнітудою 7,1 балів (за шкалою Ріхтера). Згідно повідомлення Національного метеорологічного агентства Японії, гіпоцентр землетрусу залягав біля східного узбережжя головного південного острова Японії Кюсю з гіпоцентром на глибині близько 30 км. Влада Японії видала попередження про цунамі висотою один метр для тихоокеанського узбережжя західних островів Кюсю і Сікоку.
8 серпня, о 19:57 (за місцевим часом), неподалік столиці Японії Токіо стався помірний (за шкалою інтенсивності МSK-64) землетрус магнітудою 5,3 балів (за шкалою Ріхтера). За даними Національного метеорологічного агентства Японії, епіцентр землетрусу знаходився у префектурі Канаґава, відповідно гіпоцентр землетрусу залягав на глибині 10 км.
10 серпня, о 12:19 (за місцевим часом), на півночі та північному сході Японії стався сильно помірний (за шкалою інтенсивності МSK-64) землетрус магнітудою 6,8 балів (за шкалою Ріхтера). За даними Національного метеорологічного агентства Японії, епіцентр землетрусу знаходився біля найпівнічнішого японського острова Хоккайдо, його гіпоцентр залягав на глибині приблизно 490 км. Поштовхи також були зафіксовані у місті Хакодате, а також у частинах префектур Аоморі та Івате.
24 вересня, о 08:14 (за місцевим часом) у водах Тихого океану поблизу острова Торісіма (Японія) стався помірний (за шкалою інтенсивності МSK-64) землетрус магнітудою 5,8 балів (за шкалою Ріхтера). За повідомленням інформаційного агентства Kyodo News, в результаті землетрусу поблизу острова було зафіксоване цунамі з висотою хвилі 50 см.
17 листопада, о 14:16:31 (за київським часом), Головним центром спеціального контролю ДКАУ в Тихому океані зареєстровано сильно помірний (за шкалою інтенсивності МSK-64) землетрус магнітудою 6,1 балів (за шкалою Ріхтера), з епіцентром за 150 км на південний схід від островів Рюкю (Японія). Гіпоцентр землетрусу залягав на глибині 22 км. За інформацією Національного метеорологічного агентства країни, протягом наступних п'яти годин сталося ще шість землетрусів у діапазоні від 2,4 до 6 балів (за шкалою Ріхтера).
26 листопада, о 22:47 (за місцевим часом), поблизу японської префектури Ісікава стався сильно помірний (за шкалою інтенсивності МSK-64) землетрус магнітудою 6,4nbsp;балів (за шкалою Ріхтера). За інформацією Національного метеорологічного агентства Японії, епіцентр землетрусу знаходився за 40 км на північ від міста Канадзава, провінція Ісікава. Гіпоцентр землетрусу залягав на глибині 10 км під землею. Через землетрус було призупинено рух швидкісних поїздів між Тоямою і Канадзавою на лінії Hokuriku Shinkansen.

### 2025
13 січня, о 21:19 (за місцевим часом), тобто о 14:19:34 (за київським часом), поблизу острова Кюсю стався сильно помірний (за шкалою інтенсивності МSK-64) землетрус магнітудою 6,4nbsp;балів (за шкалою Ріхтера) — за даними Метеорологічного агентства Японії; 6,2nbsp;балів (за шкалою Ріхтера) — за інформацією Головного центру спеціального контролю ДКАУ. Епіцентр стихійного лиха знаходився за 11 км від узбережжя префектури Міядзакі. Гіпоцентр землетрусу залягав на глибині 52 км.
23 січня, близько 02:50 (за місцевим часом), у префектурі Фукусіма та прилеглих районах, що на північному сході Японії, стався помірний (за шкалою інтенсивності МSK-64) землетрус магнітудою 5,2 балів (за шкалою Ріхтера). За даними інформаційного агентства Kyodo News, гіпоцентр землетрусу залягав на глибині 4 км, а в інших частинах префектури Фукусіма та сусідніх із нею Тотіґі, Ґумма й Нііґата було  зафіксовано слабші підземні поштовхи магнітудою 3 бали.
31 травня в районі японського острова Хоккайдо стався сильно помірний (за шкалою інтенсивності МSK-64) землетрус магнітудою 6,1 балів (за шкалою Ріхтера). Згідно повідомлення японського інформаційного агентства Kyodo News, з посиланням на метеорологічне агентство Японії, епіцентр землетрусу знаходився поблизу міста Кусіро, гіпоцентр землетрусу залягав на глибині 20 км.
22 червня, о 00:23:17 (за київським часом), в районі японського острова Хоккайдо стався помірний (за шкалою інтенсивності МSK-64) землетрус магнітудою 5,8 балів (за шкалою Ріхтера). За інформацією Головного центру спеціального контролю ДКАУ, епіцентр землетрусу знаходився у Тихому океані, за 50 км від узбережжя острова. Гіпоцентр землетрусу залягав на глибині 9 км.
3 та 5 липня (відповідно), у водах Східнокитайського моря біля берегів префектури Кагосіма на південному заході Японії сталися два помірні (за шкалою інтенсивності МSK-64) землетруси магнітудою 5,5 та 5,4 балів (за шкалою Ріхтера). Представники Метеорологічного управління країни повідомили, що епіцентр землетрусів знаходився у районі островів Токара, гіпоцентр землетрусів залягав на глибині 19 км. Також зазначалося, що впродовж двох попередніх тижнів спостерігалося помітне збільшення сейсмічної активності навколо групи островів Токара. Загалом було зареєстровано понад 1200 відчутних поштовхів.